# Campeonato Carioca de Futebol de 1907
O Campeonato Carioca de Futebol de 1907 foi o segundo campeonato de futebol do Rio de Janeiro. A competição foi organizada pela Liga Metropolitana de Sports Athleticos (LMSA). O Fluminense e o Botafogo somaram o mesmo número de pontos ao fim da competição, e não chegaram a um acordo sobre o desempate. O Fluminense tinha melhor saldo de gols do que o Botafogo, inclusive nos jogos entre eles, e declarou-se campeão. Já o Botafogo exigia a disputa de um jogo-desempate, que não foi aceito pelo Fluminense. Sem conseguir conciliar os dois clubes, a Liga se dissolveu sem que um campeão fosse declarado. Após quase nove décadas de brigas judiciais, em 1996, os dois clubes foram declarados campeões pela FERJ.

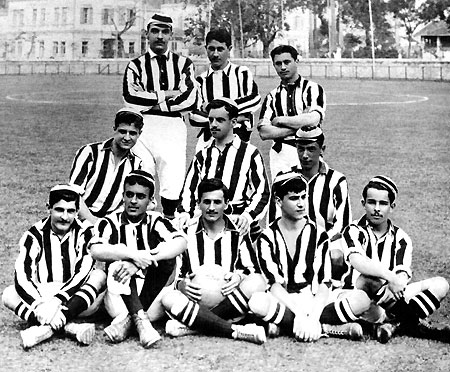
cocampeão carioca de 1907.

## A polêmica sobre o campeão
Após o último jogo, o Fluminense declarou-se campeão do torneio, com base na ata da resolução da LMSA, de 1 de maio de 1907:
"Fica resolvido que na presente estação, quando se der empate no final dos campeonatos, em vez de ser jogado o desempate, tira-se a média dos goals entre os empatados, sendo declarado campeão o que melhor média apresentar."
O Botafogo discordou, e exigiu a realização de uma partida extra para o desempate, que não estava prevista no regulamento da competição. Obviamente, o Fluminense não concordou a proposta do Botafogo, pois o clube argumentava que já havia conquistado o título com todos os méritos.
Em 28 de outubro, um dia após a realização do último jogo, foi realizada uma Assembleia Extraordinária, na qual a diretoria da entidade organizadora do torneio declarou o Fluminense campeão carioca de 1907, pelo critério de desempate do goal average (média de gols). Entretanto, o Botafogo, descontente com a situação, por entender que o abandono da Associação Athletica Internacional nas últimas rodadas prejudicou as suas possibilidades, tanto Botafogo quanto Fluminense foram declarados vencedores das suas partidas contra a Associação Athletica Internacional, mas sem que se fosse computado nenhum gol em seu favor. O clube alvinegro protestou, e o tumulto resultante deu fim à reunião. O impasse sobre a questão foi tão grande que a Liga acabou sendo dissolvida.
Outro fator que contribuiu para o fim da Liga foi o fato da Associação Athletica Internacional ter sido expulsa da Liga como punição ao W.O. de 29 de setembro. Em solidariedade, Fluminense, Paysandu e Rio Cricket também se desligaram da entidade. Isso decretou o fim da entidade.
Em 1996, depois de quase nove décadas de muita polêmica, a Federação de Futebol do Estado do Rio de Janeiro (FERJ), dirigida por Eduardo Augusto Viana da Silva, decidiu dividir o título de 1907 entre Fluminense e Botafogo.

## Primeira divisão

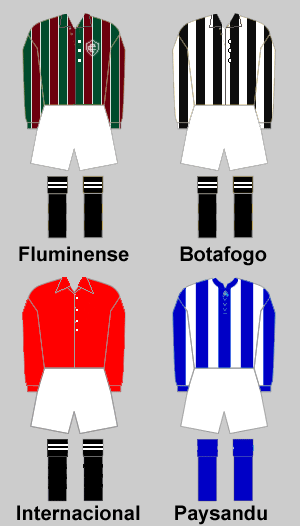
Uniforme dos clubes participantes.

### Fórmula de disputa
Campeonato foi disputado por quatro clubes em turno e returno, jogando todos contra todos. O clube que somou mais pontos foi o campeão. A vitória valia dois pontos e o empate um.

### Clubes participantes
- Fluminense Football Club, do bairro das Laranjeiras, Rio de Janeiro
- Botafogo Football Club, do bairro de Botafogo, Rio de Janeiro
- Paysandu Cricket Club, do bairro do Flamengo, Rio de Janeiro
- Associação Athletica Internacional, do bairro da Tijuca, Rio de Janeiro

### Classificação final
| Classificação | Classificação | Classificação | Classificação | Classificação | Classificação | Classificação | Classificação | Classificação | Classificação |
| Pos           | Time          | PG            | J             | V             | E             | D             | GP            | GS            | SG            |
| ------------- | ------------- | ------------- | ------------- | ------------- | ------------- | ------------- | ------------- | ------------- | ------------- |
| 1             | Fluminense    | 10            | 6             | 5             | 0             | 1             | 15            | 5             | +10           |
| 1             | Botafogo      | 10            | 6             | 5             | 0             | 1             | 14            | 9             | +5            |
| 3             | Internacional | 2             | 6             | 1             | 0             | 5             | 2             | 9             | -7            |
| 3             | Paysandu      | 2             | 6             | 1             | 0             | 5             | 7             | 15            | -8            |

Essas foram as partidas realizadas:
| 5 de maio | Internacional | 0 – 5 | Fluminense                                                                        | Rua Guanabara, Rio de Janeiro |
|           |               |       | Oswaldo Gomes ?' · João Leal ?' · Reidy ?' · Emile Etchegaray ?' · Félix Frias ?' |                               |

| 26 de maio | Paysandu | 1 – 0 | Internacional | Rua Guanabara, Rio de Janeiro |
|            | Noble ?' |       |               |                               |

| 2 de junho | Fluminense           | 3 – 0 | Botafogo | Rua Guanabara, Rio de Janeiro |
|            | Edwin Cox ?', ?', ?' |       |          |                               |

| 16 de junho | Botafogo                                                        | 5 – 3 | Paysandu                        | Rua Guanabara, Rio de Janeiro |
|             | Emmanuel Sodré ?', ?', ?' · Flávio Ramos ?' · Raul Rodrigues ?' |       | Leigh ?', ?' · James Calvert ?' |                               |

| 23 de junho | Paysandu         | 1 – 3 | Fluminense                                               | Rua Guanabara, Rio de Janeiro |
|             | James Calvert ?' |       | Octávio Simonsen ?' · Edwin Cox ?' · Emile Etchegaray ?' |                               |

| 14 de julho | Internacional | 0 – 2 | Botafogo                               | Rua Guanabara, Rio de Janeiro |
|             |               |       | Ataliba Sampaio ?' · Raul Rodrigues ?' |                               |

| 15 de setembro | Paysandu         | 1 – 3 | Botafogo                       | Rua Guanabara, Rio de Janeiro |
|                | James Calvert ?' |       | Flávio Ramos ?', ?' · Canto ?' |                               |

| 22 de setembro | Botafogo                                  | 4 – 2 | Fluminense           | Rua Guanabara, Rio de Janeiro |
|                | Flávio Ramos ?', ?', ?' · Gilbert Hime ?' |       | Oswaldo Gomes ?', ?' | Árbitro: Carl Waymar          |

| 29 de setembro | Botafogo | 0 – wo | Internacional | Rua Guanabara, Rio de Janeiro |
|                |          |        |               |                               |

| 6 de outubro | Fluminense | Não houve | Internacional | Rua Guanabara, Rio de Janeiro |
|              |            |           |               |                               |

| “ | O Sr. secretário da Liga Metropolitana de Sports Athleticos pede que levemos ao conhecimento de nossos leitores que não se realizará hoje o return match entre o Fluminense Football Club e a Associação Athletica Internacional por ter sido esta associação suspensa de jogos pela Liga. | ” |

| 20 de outubro | Internacional                        | 2 – 1 | Paysandu     | Rua Guanabara, Rio de Janeiro |
|               | Ernesto Paranhos ?' · Rocha Gomes ?' |       | Leo Yeats ?' |                               |

| 27 de outubro | Fluminense                                | 2 – 0 | Paysandu | Rua Guanabara, Rio de Janeiro |
|               | Hermano Simonsen ?' · Emile Etchegaray ?' |       |          |                               |

### Premiação
| Campeonato Carioca de 1907     |
| Rio de Janeiro                 |
| ------------------------------ |
| FLUMINENSE Campeão (2º título) |

| Campeonato Carioca de 1907   |
| Rio de Janeiro               |
| ---------------------------- |
| BOTAFOGO Campeão (1º título) |

## Segunda divisão
Como apenas America e Riachuelo estavam inscritos, a segunda divisão não foi disputada nesse ano - esses clubes disputaram o campeonato de segundos quadros. E também, o Riachuelo FC disputou o certame da Liga Suburbana de Football e foi o primeiro campeão suburbano do Rio de Janeiro.